# OpenBGPD
 (avril 2023).
OpenBGPD est un démon du protocole BGP (Border Gateway Protocol) qui gère les tables de routage réseau. Son principal objectif est d’échanger des informations concernant la « portée de réseau » (network reachability) avec d’autres systèmes BGP.  Il utilise les versions 4 et 6 du protocole telles que décrites dans les RFC 4271 et 2545.

## Utilisation
OpenBGPD permet aux machines ordinaires d'être utilisées comme des routeurs échangeant des routes avec d'autres systèmes gérant le protocole BGP. Il a été conçu pour être sécurisé, fiable, simple à configurer et rapide. Il doit également être en mesure de gérer rapidement des centaines de milliers d’entrées en mémoire.

## Distribution
OpenBGPD est développé par le projet OpenBSD. Une version portable pour les systèmes BSD et GNU/Linux accompagne chaque nouvelle version intégrée à OpenBSD.
OpenBGPD est un logiciel libre distribué selon les termes de la licence ISC.